# Елајза Макардл Џонсон
Елајза Макардл Џонсон (енгл. Eliza McCardle Johnson; Телфорд, 4. октобар 1810 — Гринвил, 15. јануар 1876) је била прва дама Сједињених Америчких Држава и супруга 17. председника Сједињених Америчких Држава, Ендруа Џонсона.

## Детињство, младост и брак
Елајза је рођена у Тенесију, као једино дете обућара Џона Мекардла и Саре Филипс. Елајзин отац је преминуо када је она била тинејџерка, а она је одрасла са мајком у Гринвилу.
У септембру 1826. године, када је похађала студије, упознала је будућег мужа Ендруа Џонсона. Венчали су се 1824. године, када је Елајза имала 16, а Ендру 18. година. Елајза је постала најмлађа прва дама у историји Сједињених Држава. Била је боље образована од Џонсона, који је у то време једва научио да мало чита и пише. Учила га је  аритметику и да пише, пошто никада није похађао школу. Истих година радила је и у својој кројачкој радњи.

## Деца
Џонсонови су имали три сина и две ћерке и сви су били рођени у Гринвилу у Тенесију.
- Марта Џонсон (1828−1901) била је најстарије дете Џонсонових, удата за Дејвида Т. Петерсона, који је након Америчког грађанског рата био Сенатор Сједињених Америчких Држава у Тенесију. Марта је била је службеница Беле куће уместо њене мајке, док је њен муж Дејвид Патеронсон одржавао фарму у Гринвилу.
- Чарлс Џонсон (1830−1863) био је доктор и фармацеут. Служио је у армији Уније, државама које нису учествовале у сецесији Конфедерације. Убијен је током битке.
- Мери Џонсон (1832−1883) била је треће дете Џонсових, удата за Ден Стовера, који је служио као пуковник Четврте пешадије Тенесија, током Америчког грађанског рата. Стовери су живели у округу Картер у Тенесију. Након смрти Дена Стовера 1864. године, Мери се опет удала, за В. Р. Брауна.
- Ендру Џонсон (1852−1879) био је адвокат и политичар. Једно време служио је у државном законодавству државе Тенеси. Био је алкохоличар и извршио самоубиство када је имао 35. година.

## Прва дама Сједињених Држава
Она подржавала свог мужа у његовој политичкој каријери, али је покушала да избегне појављивања на јавним местима.
Током Америчког грађанског рата, власти Конфедерације су јој наредиле да се евакуише из Гринвила, што је Елјаза и урадила и отишла у Нешвил.
Поред тога што је била прва дама Сједињених Америчких Држава, у периоду од 4. марта 1865. — 15. априла 1865. године, била је друга дама Сједињених Америчких Држава и прва дама Тенесија у периоду од 17. октобара 1853. — 3. новембара 1857. године.
Неколико месеци касније након што је њен супруг постао председник Сједињених Америчких Држава, придружила му се у Белој кући, али није могла да служи као прва дама због лошег здравља од туберкулозе. Елајза се дуго опорављала, а уместо ње, друштвене задатке извршавала је њена ћерка Марта Џонсон Патерсон. 
Госпођа Џонсон се у јавности као прва дама појавила само у два наврата - на пријему краљице краљице Хаваја Еме 1866. године и на рођенданској забави председника 1867. године.

## Смрт
Од последица туберкулозе, Елајза је преминула 15. јануара 1876. године, у 65. години живота у Гринвилу, 5 месеци након смрти њеног мужа.